# دي بي: أيام الكلب
دي بي: أيام الكلب (بالكورية: D.P 개의 날) هو مسلسل كوري جنوبي لعام 2021 ، مقتبس من الويبتون الذي يحمل أسم ""دي بي: أيام الكلب" الذي ألفه كيم بو تونغ، سيشارك كيم بو تونغ في كتابة المسلسل بجانب هان جون هي، الذي سيتولى إخراج المسلسل ايضاً، صدر على شبكة نتفليكس في 27 أغسطس 2021. تم اصدار الموسم الثاني في 28 يوليو 2023.
في 1 سبتمبر 2021، كشف الممثل وبطل المسلسل جونغ هاي اين خلال مقابلة له، أنه «يتطلع إلى الموسم الثاني، والمخرج والكاتب يكتبان بالفعل السيناريو». في 14 ديسمبر 2021 ، تم تأكيد إنتاج الموسم الثاني.

## القصة
يُكلّف جنديّ شابّ في رتبة متواضعة بالقبض على هاربين من الجيش، فتكشف الواقع الأليم الذي يتكبّده كلّ مجنّد أثناء تلبيته لنداء الواجب الإلزامي.

## بطولة

### رئيسي[11][12]
- جونغ هاي إن في دور الجندي آهن جون هو
- كو كيو هوان في دور العريف هان هو يول
- كيم سونغ كيون بدور الرقيب بارك بوم جيو
- سون سوك كو في منصب الملازم الأول إم جي سوب

### أدوار داعمة
- لي جون يونغ في دور جونغ هيون مين
- هونغ كيونغ في دور ريو يي كانغ
- تشو هيون تشول في دور جو سوك بونغ
- شين سيونغ هو بدور هوانغ جانغ سو

### ظهور
- جو كيونغ بيو (ح.1)
- لي سيول (ح.1)
- لي جونغ اوك (ح.2)
- كوان هاي هيو (ح.4)

## الحلقات
| رقم | عنوان الحلقات     | تاريخ الإصدار |
| --- | ----------------- | ------------- |
| 1   | "رجل يحمل زهور"   | 27 أغسطس 2021 |
| 2   | "احلام اليقظة"    | 27 أغسطس 2021 |
| 3   | "تلك المرأة"      | 27 أغسطس 2021 |
| 4   | "مسألة مونتي هول" | 27 أغسطس 2021 |
| 5   | "الكلب العسكري"   | 27 أغسطس 2021 |
| 6   | "المتفرجون"       | 27 أغسطس 2021 |

## الاستقبال
في اليوم التالي من اصداره، ظهر المسلسل لأول مرة ضمن أفضل 10 على نتفليكس في عشرة بلدان، ووصل لاحقًا إلى المرتبة الأولى في تايلاند وكوريا وفيتنام وهونغ كونغ.
كما تصدر المسلسل أفضل 10 على نتفليكس في كوريا الجنوبية لمدة أسبوع.
أشاد "ويليام شوارتز" من شركة هانسينما بتمثيل جونغ هاي إن ، وعلق قائلاً: "إنه رائع هنا، في دوره هذا يختلف اختلافًا جذريًا عن الرومانسية التي اشتهر بها".  وأضاف أن "D.P. يستحق المشاهدة، ليس فقط من قبل الأشخاص الذين لديهم فضول حول طبيعة الخدمة العسكرية الإلزامية في كوريا الجنوبية، ولكن أي شخص من أي دولة يفكر بجدية في الانضمام.
قام جريج ويلر من «ذا ريفيو جيك» بتقييم المسلسل 4.3/ 5 ، مشيرًا إلى أن «D.P هي دراما كورية مذهلة [والتي] تلقي نظرة ثابتة على التنمر وتأثيره على الصحة العقلية والأسئلة المجتمعية الأكبر حول الخدمة العسكرية الإلزامية في كوريا»وأشاد بالمسلسل لتصويره السينمائي«المثير للإعجاب».

## الإنتاج

### صناعة
في أواخر يونيو 2020، أعلنت ليزين إنترتينمنت رسميًا، أن كلي ماكس التابع لها (سابقا، ليزين استوديو) وهوم مايد فيلم، سيشتركان في إنتاج مسلسل أصلي لصالح شبكة نتفليكس، وسيكون مكون من 6 أجزاء، مأخوذ من الويب توون الناجح الذي يحمل نفس الأسم  «دي.بي: أيام الكلب» بواسطة كيم بو تونغ، وسيتم إصداره حصريًا عبر شبكة نتفليكس.
تستند القصة إلى تجربة كيم الخاصة خلال خدمته العسكرية الإلزامية.

### أختيار
في 3 سبتمبر 2020، تم تأكيد انضمام كل من جونغ هاي ان وكوو كيو هوان وكيم سونغ كيون وسون سيوك كوو في المسلسل لدور البطولة.  يذكر ان الممثل جونغ هاي اين قد مارس الملاكمة لمدة ثلاثة أشهر قبل أن يبدأ التصوير، من أجل القيام بمشاهد الأكشن الخاصة به.
علق كيم بو تونغ، الذي كتب الويبتون وشارك في كتابة المسلسل، بأنه «لم يحلم أبدًا بمثل هاؤلاء الممثلين، بقوله»إنهم يتناسبون تمامًا مع أدوارهم بحيث يبدو أن الأدوار كتبت لهم.

### تصوير
بدأ التصوير الرئيسي في صيف عام 2020.

## روابط خارجية
- دي بي: أيام الكلب على موقع IMDb (الإنجليزية)
- دي بي: أيام الكلب على موقع روتن توميتوز (الإنجليزية)
- دي بي: أيام الكلب على موقع نتفليكس (الإنجليزية)
- دي بي: أيام الكلب على موقع ليتربوكسد (الإنجليزية)
- دي بي: أيام الكلب على موقع كينوبويسك (الروسية)
- دي بي: أيام الكلب على موقع ألو سيني (الفرنسية)
- دي بي: أيام الكلب على موقع قاعدة بيانات الفيلم (الإنجليزية)
- دي بي: أيام الكلب على هانسينما